# سعيد نورماغوميدوف
سعيد ماخاتشيفيتش نورماغوميدوف (بالروسية: Саид Махачевич Нурмагомедов؛ مواليد 5 أبريل 1992) هو مُقاتل فنون قتالية مختلطة روسي.

## وصلات خارجية
- سعيد نورماغوميدوف على موقع يو إف سي (الإنجليزية)
- سعيد نورماغوميدوف على موقع شيردوغ (الإنجليزية)
- سعيد نورماغوميدوف على موقع Tapology.com (الإنجليزية)
- سعيد نورماغوميدوف على موقع IMDb (الإنجليزية)